# Ľubomír Kaclík
Ľubomír Kaclík (12. prosince 1937 Vrbové – 11. ledna 2017 Trenčín) byl slovenský fotbalový brankář. Jeho vnučkou je slovenská tenistka Dominika Cibulková.

## Hráčská kariéra
V československé lize chytal za Iskru Žilina a na vojně za Duklu Pardubice. Debutoval v neděli 20. listopadu 1955 v utkání, v němž se s ligou loučil legendární Josef Bican.

### Prvoligová bilance
| Ročník             | Zápasy | Góly | Minuty | Nuly | Klub            |
| ------------------ | ------ | ---- | ------ | ---- | --------------- |
| I. liga 1955       | 1      | 0    | 90     | 0    | Iskra Žilina    |
| I. liga 1958/59    | 23     | 0    | 1886   | 3    | Dukla Pardubice |
| CELKEM I. ČS. LIGA | 24     | 0    | 1976   | 3    |                 |